# Fewralsk

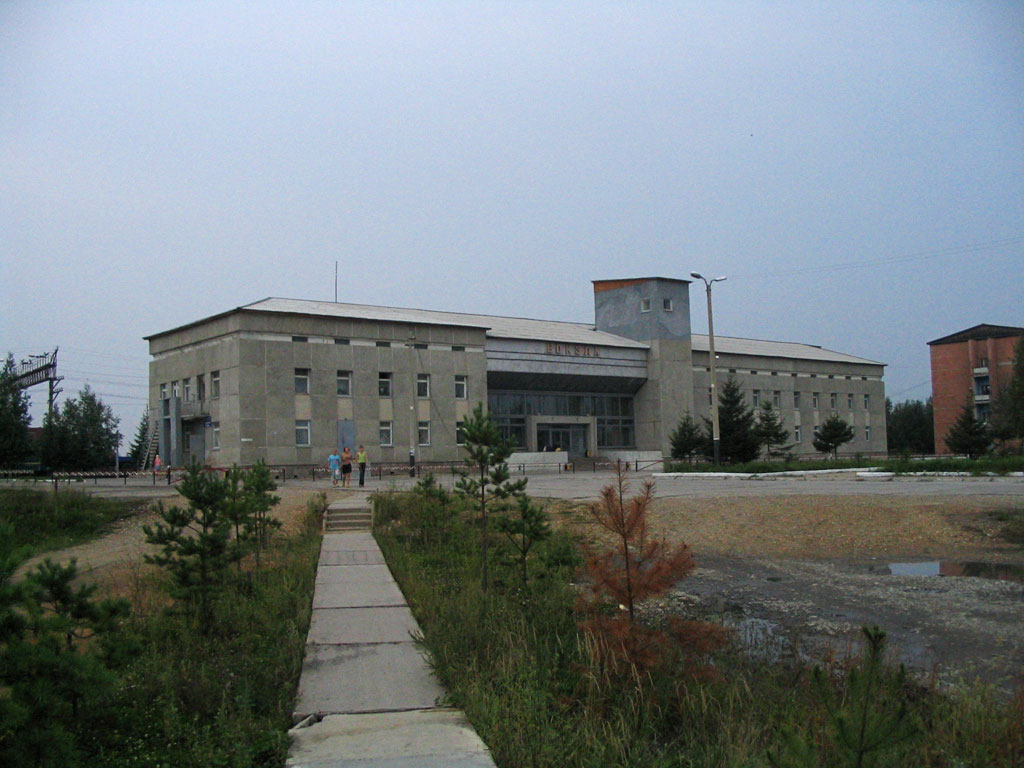
Bahnhof Fewralsk

Fewralsk (russisch Февральск) ist eine Siedlung städtischen Typs in der Oblast Amur im Fernen Osten Russlands. Sie hat 3678 Einwohner (Stand 1. Oktober 2021).

## Geographie
Die Siedlung liegt in der Seja-Bureja-Ebene, südwestlich des Selemdschagebirges, zwischen der Selemdscha und ihrem linken Nebenfluss Byssa. Fewralsk liegt etwa 340 Kilometer (Luftlinie) nordöstlich der Oblasthauptstadt Blagoweschtschensk.
Die Siedlung gehört zum Rajon Selemdschinski, dessen – bedeutend kleineres – Verwaltungszentrum Ekimtschan gut 150 Kilometer entfernt in nordöstlicher Richtung am Oberlauf der Selemdscha liegt.

## Geschichte
Im Februar 1896 gründeten Umsiedler aus dem europäischen Teil Russlands das Dorf Fewralskoje (russisch fewral für Februar).
Ab 1974 wurde das Dorf zu einem der wichtigsten Stützpunkte beim Bau des Ostabschnittes der Baikal-Amur-Magistrale (BAM). Bahnstation und neue Siedlung wurden von Bauarbeitern aus der Region Krasnojarsk errichtet (im Rahmen der Propaganda um das Allunions-Komsomol-Bauobjekt BAM übernahmen jeweils eine oder mehrere Regionen der damaligen Sowjetunion Patenschaften für die meisten der zu errichtenden Stationen und Siedlungen entlang der Strecke).
1982 erhielt Fewralsk unter heutigem Namen den Status einer Siedlung städtischen Typs. Der reguläre Bahnverkehr auf dem gesamten Ostabschnitt der BAM von Tynda bis Komsomolsk am Amur wurde 1989 aufgenommen. Das alte Dorf Fewralskoje ist seither Ortsteil. Nach Fertigstellung der Bahnstrecke verließen viele Einwohner den Ort, doch wächst die Bevölkerungszahl heute entgegen der Tendenz der meisten anderen Orte an der Strecke wieder leicht.

### Einwohnerentwicklung
| Jahr | Einwohner |
| ---- | --------- |
| 1989 | 8816      |
| 2002 | 4690      |
| 2010 | 5128      |
| 2021 | 3678      |

Anmerkung: Volkszählungsdaten

## Wirtschaft und Infrastruktur
Fewralsk ist bedeutendste Station der Baikal-Amur-Magistrale (Streckenkilometer 3017 ab Taischet) und größter Ort auf dem knapp 1000 Kilometer langen Abschnitt Tynda–Nowy Urgal. Die Strecke überquert unweit Fewralsk auf 700 bzw. über 200 Meter langen Brücken die Flüsse Selemdscha und Byssa.
Durch Fewralsk führt die bereits in den 1940er Jahren erbaute Straße von der (heutigen) Fernstraße M58 Amur bei Swobodny entlang der Seja bis Nowokijewski Uwal und dann entlang der Selemdscha bis Ekimtschan. In Fewralsk wird sie von der auf diesem Abschnitt unbefestigten Straße entlang der BAM gekreuzt.
Im Gebiet um Fewralsk wird heute verstärkt Forstwirtschaft betrieben, insbesondere auch für den Holzexport in die relativ nahe Volksrepublik China.